# Poecilarcys
Poecilarcys ditissimus es una especie de araña araneomorfa de la familia Araneidae. Es el único miembro del género monotípico Poecilarcys. Es originaria de Túnez.